# ينكتون
ينكتون (داكوتا الجنوبية) (بالإنجليزية: Yankton, South Dakota)‏ هي مدينة ومقر المقاطعة تقع في الولايات المتحدة في مقاطعة يانكتون، داكوتا الجنوبية. يقدر عدد سكانها بـ 14,454 نسمة ومساحتها 21.89 كم2 ووترتفع عن سطح البحر 369 متر.

## التركيبة السكانية
قام مكتب تعداد الولايات المتحدة بتحديد بيانات التركيبة السكانية لينكتونفي تعداد الولايات المتحدة. في ما يلي، التركيبة السكانية حسب تعدادي 2000 و2010.

### تعداد عام 2000
بلغ عدد سكان ينكتون 13,528 نسمة بحسب تعداد عام 2000، وبلغ عدد الأسر 5,369 أسرة وعدد العائلات 3,232 عائلة مقيمة في المدينة. في حين سجلت الكثافة السكانية 1,743.2 نسمة لكل ميل مربع (673.1/كم2). وبلغ عدد الوحدات السكنية 5,735 وحدة بمتوسط كثافة قدره 739.0 نسمة لكل ميل مربع (285.3/كم2).
وتوزع التركيب العرقي للمدينة بنسبة 94.35% من البيض و 1.58% من الأمريكيين الأصليين و 0.50% من الأمريكيين ذوي الأصول الآسيوية و 0.03% من سكان جزر المحيط الهادئ و 1.64% من الأمريكيين الأفارقة و 0.99% من عرقين مختلطين أو أكثر.
بلغ عدد الأسر 5,369 أسرة كانت نسبة 29.5% منها لديها أطفال تحت سن الثامنة عشر تعيش معهم، وبلغت نسبة الأزواج القاطنين مع بعضهم البعض 47.5% من أصل المجموع الكلي للأسر، ونسبة 9.8% من الأسر كان لديها معيلات من الإناث دون وجود شريك، وكانت نسبة 39.8% من غير العائلات. تألفت نسبة 34.9% من أصل جميع الأسر من أفراد ونسبة 15.0% كانوا يعيش معهم شخص وحيد يبلغ من العمر 65 عاماً فما فوق. وبلغ متوسط حجم الأسرة المعيشية 2.96، أما متوسط حجم العائلات فبلغ 2.27.
بلغ العمر الوسطي للسكان 38 عاماً. وكانت نسبة 23.4% من القاطنين تحت سن الثامنة عشر، وكانت نسبة 9.8% بين الثامنة عشر والأربعة وعشرون عاماً، ونسبة 28.2% كانت واقعةً في الفئة العمرية ما بين الخامسة والعشرون حتى والأربعة وأربعون عاماً، ونسبة 21.4% كانت ما بين الخامسة والأربعون حتى الرابعة والستون، ونسبة 17.2% كانت ضمن فئة الخامسة والستون عاماً فما فوق. يوجد لكل 100 أنثى 96.1 ذكر، ويوجد لكل 100 أنثى في الثامنة عشر من عمرها فما فوق 95.0 ذكر.
بلغ متوسط دخل الأسرة في المدينة 31,843 دولار، أما متوسط دخل العائلة فبلغ 44,009 دولار. وسجل دخل الفرد الخاص بالمدينة 17,954 دولار. وكانت نسبة 6.2% من العائلات ونسبة 10.2% من السكان تحت خط الفقر، وكان من هؤلاء نسبة 10.8% تحت سن الثامنة عشر ونسبة 9.1% في الخامسة والستين من العمر وما فوق.

### تعداد عام 2010
بلغ عدد سكان ينكتون 14,454 نسمة بحسب تعداد عام 2010، وبلغ عدد الأسر 5,909 أسرة وعدد العائلات 3,348 عائلة مقيمة في المدينة. في حين سجلت الكثافة السكانية 1,760.5 نسمة لكل ميل مربع (679.7/كم2). وبلغ عدد الوحدات السكنية 6,365 وحدة بمتوسط كثافة قدره 775.3 لكل ميل مربع (299.3/كم2).
وتوزع التركيب العرقي للمدينة بنسبة 92.1% من البيض و 2.3% من الأمريكيين الأصليين و 0.7% من الأمريكيين ذوي الأصول الآسيوية و 2.1% من الأمريكيين الأفارقة و 1.6% من عرقين مختلطين أو أكثر.
بلغ عدد الأسر 5,909 أسرة كانت نسبة 27.3% منها لديها أطفال تحت سن الثامنة عشر تعيش معهم، وبلغت نسبة الأزواج القاطنين مع بعضهم البعض 43.1% من أصل المجموع الكلي للأسر، ونسبة 10.1% من الأسر كان لديها معيلات من الإناث دون وجود شريك، بينما كانت نسبة 3.5% من الأسر لديها معيلون من الذكور دون وجود شريكة وكانت نسبة 43.3% من غير العائلات. تألفت نسبة 37.5% من أصل جميع الأسر من أفراد ونسبة 15.2% كانوا يعيش معهم شخص وحيد يبلغ من العمر 65 عاماً فما فوق. وبلغ متوسط حجم الأسرة المعيشية 2.87، أما متوسط حجم العائلات فبلغ 2.17.
بلغ العمر الوسطي للسكان 40.4 عاماً. وكانت نسبة 20.9% من القاطنين تحت سن الثامنة عشر، وكانت نسبة 9% بين الثامنة عشر والأربعة وعشرون عاماً، ونسبة 26% كانت واقعةً في الفئة العمرية ما بين الخامسة والعشرون حتى والأربعة وأربعون عاماً، ونسبة 26.1% كانت ما بين الخامسة والأربعون حتى الرابعة والستون، ونسبة 17.9% كانت ضمن فئة الخامسة والستون عاماً فما فوق. وتوزع التركيب الجنسي للسكان بنسبة 50.5% ذكور و49.5% إناث.